# USNS Wally Schirra (T-AKE-8)
L'USNS Wally Schirra (T-AKE-8) est un vraquier de classe Lewis and Clark lancé en 2009 pour l'United States Navy.

## Conception
Il est nommé d'après le militaire et astronaute Walter Schirra.